# Riepsdorf
Riepsdorf est une commune allemande du Schleswig-Holstein, située dans l'arrondissement du Holstein-de-l'Est (Kreis Ostholstein), à dix kilomètres au sud-est de la ville d'Oldenburg in Holstein. Riepsdorf est l'une des sept communes de l'Amt Lensahn dont le siège est à Lensahn.